# 양산 신흥사 대광전 벽화
양산 신흥사 대광전 벽화(梁山 新興寺 大光殿 壁畵)는 대한민국 경상남도 양산시, 양산 신흥사 대광전에 있는 조선시대의 벽화이다. 2012년 2월 22일 대한민국의 보물 제1757호로 지정되었다.

## 개요
신흥사 대광전의 벽화는 건물 내·외벽과 포벽, 건물 내부의 대량과 고주에 그려진 별화 등을 포함하여 50여 점에 이른다.
내부의 벽화는 동·서면(건물을 향하여 우와 좌측)의 벽체와 남·북면의 포벽과 내목도리 윗벽 그리고 후불벽 뒷면 등 빈 공간 없이 부처의 세계로 벽을 가득 채우고 있다. 특히 건물이 맞배지붕이어서 동·서면의 벽면이 매우 넓은데 이에 걸맞게 그려진 불·보살도는 다른 어디에서도 찾아볼 수 없는 위용이 느껴진다.
동면의 벽화는 벽면 중앙 윗부분에 앉은 자세의 약사삼존도(藥師三尊圖), 좌·우측의 평주와 창방 위에는 여래도(如來圖)와 팔상도(八相圖), 벽면을 향하여 왼쪽 끝 창방 아래 벽에는 아수라도(阿修羅圖)가 배치되어 있다.
서면의 벽화는 벽의 가로 부재인 중방과 상방이 있으나 이를 무시하고 상하 거의 삼등분(三等分)으로 구분한 화면에 그려져 있다. 제일 윗부분에는 앉은 자세의 아미타삼존도(阿彌陀三尊圖), 중간 부분에는 6구(軀)의 보살도(菩薩圖)를, 중방 아래인 제일 밑 부분에는 사천왕도(四天王圖)를 배치하였다. 좌·우측의 평주와 창방 위에는 동벽과 마찬가지로 여래도(如來圖)와 팔상도(八相圖)를, 벽면을 향하여 왼쪽 끝 창방 아래 벽에는 신중도(神衆圖)가 그려져 있다.
후불벽 뒷면에는 검은 군청 바탕에 백색안료(白色顔料)로, 좌상의 관음을 중심으로 좌우에 입상의 관음을 묘사한 ‘선묘 삼관음도(線描三觀音圖)’가 있다. 이 이외에도 빗반자, 포벽, 내목도리 등에 각종의 벽화가 그려져 있다.
신흥사 대광전은 1988년 해체보수 때 발견된 상량문의 ‘‘순치십사년정유년(順治十四年丁酉年(1657))’이라는 기록과 이보다 4년 앞선 ‘순치십년(順治十年(1653))’명(銘)의 암막새 기와를 통해 1657년(효종 8)건립된 건물임을 알 수 있다. 그러나 현재의 대광전은 원래는 대웅전이었던 듯하며,「신흥사대웅전중수기(新興寺大雄殿重修記)」현판의 내용에 의하면 1801년 대대적인 보수가 시행되었다한다. 이 기록을 통하여 볼 때 신흥사 대광전의 벽화는 우선 17세기 후반 건물을 중창하였을 때 그려졌고 이후 또 한번 대대적으로 중수한 1801년에 개채 또는 새로 그린 것으로 보인다.
이를 근거로 하여 보다 구체적으로 벽화의 상태를 살펴보면, 동벽과 서벽의 약사와 아미타삼존도는 일부 개채가 있기는 하지만 17세기 후반의 모습을 거의 유지하고 있으며, 서벽의 6구(軀)의 보살도와 그 아래의 사천왕도 역시 개채가 되었으나 비교적 원상을 잘 전하고 있다. 그러나 동서(東西)양 벽의 팔상도(八相圖)를 비롯하여 포벽과 내목도리 윗벽의 여래도 등은 여러 번에 걸친 개채로 인해 원래의 모습을 잃었으며 후불벽 뒷면의 ‘선묘 삼관음도’는 1801년 대대적 중수 시에 그렸을 가능성이 많다.
신흥사 대광전 벽화는 비록 일부가 개채되었고 19세기 초 중수 시에 그려진 사례가 있기는 하지만 동·서면의 약사삼존도와 아미타삼존도의 경우는 도상과 형상 등에서 전형적인 17세기 불화 양식을 보여주고 있다. 이처럼 동·서면의 벽화는 국내 유일의 17세기 후반의 귀중한 사례로 아수라도, 신중도와 함께 국가문화재로 지정할 충분한 가치가 있다.

## 세부 내역
| 연번 | 명칭                        | 크기(cm)  | 위치           | 비고 |
| ---- | --------------------------- | --------- | -------------- | ---- |
| 1    | 약사삼존도 (藥師三尊圖)     | 210x347   | 내부 동측면 벽 |      |
| 2    | 아수라왕도 (阿修羅王圖)     | 250.4x66  | "              |      |
| 3    | 아미타삼존도 (阿彌陀三尊圖) | 229x342.5 | 서부 서측면 벽 |      |
| 4    | 육대보살도 (六大菩薩圖)     | 195x342.5 | "              |      |
| 5    | 사천왕도 (四天王圖)         | 155x335   | "              |      |
| 6    | 신중도 (神衆圖)             | 250.4x137 | "              |      |

## 같이 보기
- 신흥사
- 양산 신흥사 대광전 - 대한민국 보물 제1120호
- 양산 신흥사 대광전 석조석가여래삼존좌상 - 경상남도 유형문화재 제577호

## 참고 문헌
- 양산 신흥사 대광전 벽화 - 국가유산청 국가유산포털